# Breve fra Hirsholmene
Breve fra Hirsholmene er en skulpturserie i bronze af den danske kunstner Peter Hesk. 
Skulpturerne er inspireret af stenhuggerne på øgruppen Hirsholmene - og deres liv og arbejde i 1800-tallet.
Serien blev første gang udstillet i Brøndsalen på Frederiksberg i 2015.
|  | Denne artikel kan blive bedre, hvis der indsættes geografiske koordinater Denne artikel omhandler et emne, som har en geografisk lokation. Du kan hjælpe ved at indsætte koordinater i wikidata. |